# Závadka nad Hronom
Závadka nad Hronom (bis 1927 slowakisch „Závadka“; ungarisch seit 1907 Ágostonlak – bis 1907 Zavadka) ist eine Gemeinde im Okres Brezno innerhalb des Banskobystrický kraj in der Slowakei mit etwa 2400 Einwohnern.

## Geographie

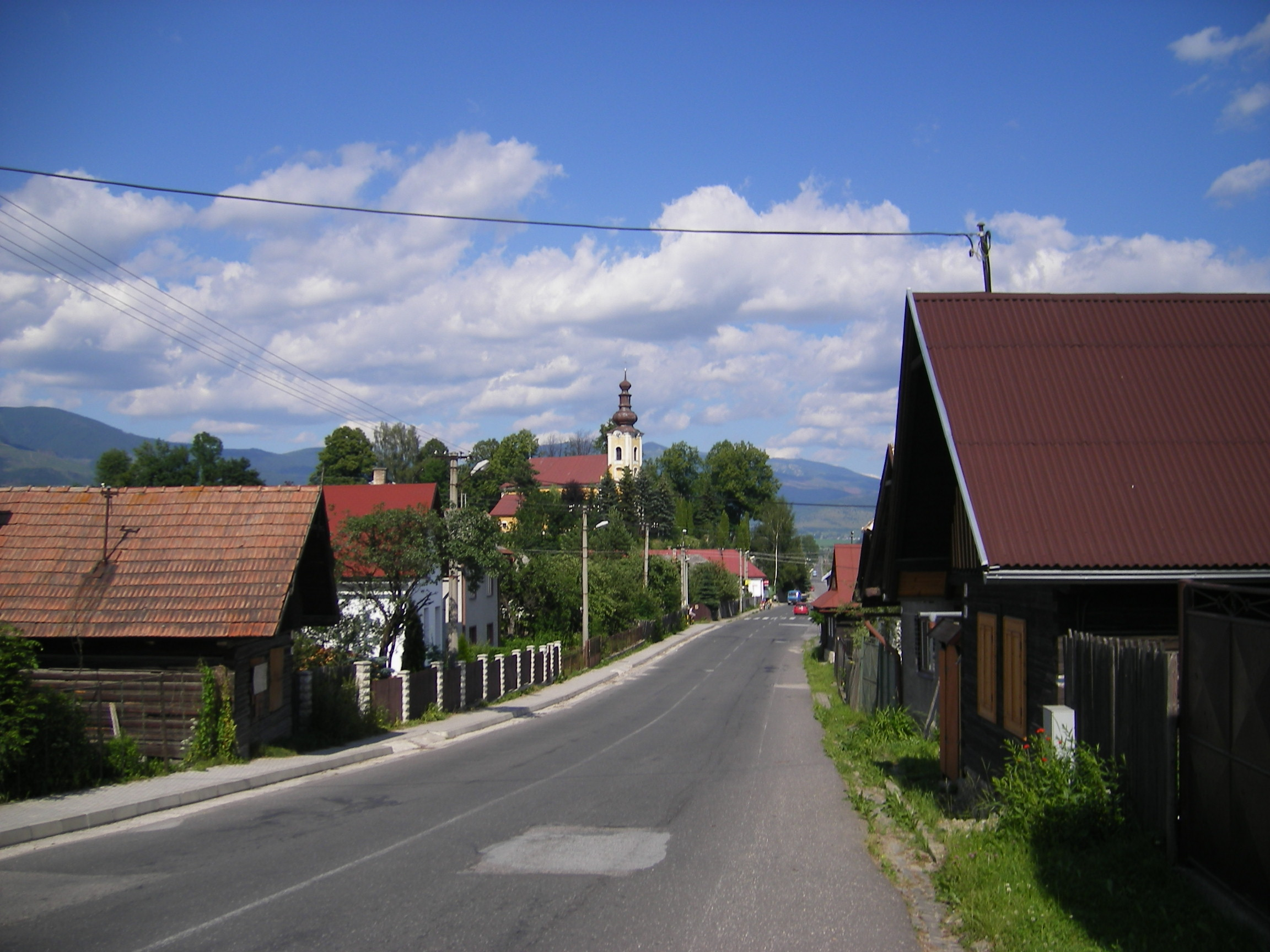
Závadka nad Hronom

Die Gemeinde liegt in der Region Horehronie („Oberes Grantal“) und befindet sich an beiden Ufer des Hron, vorwiegend aber am rechten Ufer. Nördlich der Gemeinde erhebt sich der Hauptkamm der Niederen Tatra, woher auch der Bach Veľký potok („Großer Bach“) kommt, südlich hingegen die Muránska planina und der Bach Hronec.
Závadka nad Hronom ist 25 Kilometer von Brezno und 67 Kilometer von der Regionalhauptstadt Banská Bystrica entfernt.

## Geschichte
Der Ort wurde im 16. Jahrhundert während einer wallachischen Kolonisierung im Herrschaftsgut der Burg Muráň gegründet, an der Stelle einer alten Siedlung. Er wird zum ersten Mal 1611 als Nagypatak, nach dem rechtsufrigen Bach. Der Name Závadka erscheint zum ersten Mal 1617 und dann in Formen wie Zavodka, Závadka (1650) und Zawatka (1773). Der Ort erhielt das wallachische Recht und die ersten Einwohner kamen aus umliegenden Ortschaften, sowie aus den Landschaften Liptau und Arwa und beschäftigten sich mit Vieh- und Schafzucht und Forstwirtschaft. Im späten 18. Jahrhundert wurde im Ort Eisenerz gefördert. Im 19. Jahrhundert waren drei Hammerwerke sowie seit 1860 ein Walzwerk tätig. Der 1907 magyarisierte Ortsname Ágostonlak nimmt Bezug auf August von Sachsen-Coburg und Gotha, dessen Familie lange Zeit den Grundbesitz des Ortes innehatten.

## Bevölkerung
| Jahr                | 1994 | 2004    | 2014    | 2024     |
| ------------------- | ---- | ------- | ------- | -------- |
| Anzahl der Personen | 2600 | 2468    | 2420    | 2099     |
| Unterschied         |      | −5,07 % | −1,94 % | −13,26 % |

| Jahr                | 2023 | 2024    |
| ------------------- | ---- | ------- |
| Anzahl der Personen | 2103 | 2099    |
| Unterschied         |      | −0,19 % |